# Prova de Vida
Proof of Life (br/pt: Prova de Vida) é um filme estadunidense de 2000 dirigido por Taylor Hackford. O título refere-se a uma frase geralmente usada para indicar a prova de que uma vítima de sequestro ainda está viva. O roteiro do filme foi escrito por Tony Gilroy, que também foi o co-produtor executivo, e foi inspirado em um artigo de William Prochnau na revista Vanity Fair chamado "Adventures in the Ransom Trade," e no livro de Thomas Hargrove, The Long March To Freedom  em que Hargrove conta como a sua libertação foi negociada por Thomas Clayton, interpretado por Russell Crowe, que passou a ser o fundador da consultoria de resgate-de-sequestro Clayton Consultants, Inc.
Estrelado por Meg Ryan e Russell Crowe. Ele talvez seja mais lembrado como o filme em que os dois atores principais tiveram um caso romântico. Na época das filmagens, Ryan era casada com Dennis Quaid, mas os dois se divorciaram em 2001. O filme ganhou muitas reportagens na imprensa em associação com a questão dos atores principais. O filme é dedicado a Will Gaffney, um ator que foi suporte de David Morse. Ele foi morto em um acidente no set durante a cena em que Morse não estava disponível, devido a uma doença na família.

## Sinopse
Alice Bowman (Meg Ryan) se muda para a (fictícia) nação sul americana chamada Tecala porque seu marido, Peter (David Morse), foi contratado para ajudar com a construção de uma barragem. Apesar de Alice estar infeliz neste movimento mais recente, ela concorda em ficar. Quando Peter está na cidade, um dia, um comboio de automóveis (incluindo o seu) é emboscado por guerrilheiros rebeldes do Exército de Libertação do Tecala (ELT). Acreditando que Peter realmente trabalha para uma empresa de oleoduto, soldados ELT rapta-lo e levá-lo para as selvas do país.
Terry Thorne (Russell Crowe), um ex-soldado da SASR australiana, que mais tarde serviu com o SAS britânico, devido à falta de ação na Austrália, chega em Tecala, após uma bem-sucedida operação de resgate de reféns na Chechênia (República da Chechênia). Por causa de sua habilidade especializada em casos de seqüestro-e-resgate, ele é contratado por empresa de Peter para ajudar a traze-lo em segurança. Infelizmente, verifica-se que a empresa de Peter, na verdade, não tem seguro de cobertura para sequestro, então eles não podem pagar os serviços de Thorne. Apesar dos apelos de Alice para ficar, Thorne deixa o país. Alice fica para se unir com um negociador local de refém, que pede a ela imediatamente para pagar primeira demanda do ELT: a "boa fé" é um pagamento de $50,000 pelo resgate. Não sabendo o que fazer, Alice concorda, mas a transação é parada por Thorne, que, seguindo sua consciência, voltou para ajudar. Ele é auxiliado por Dino (David Caruso), um ex-Boina Verde.

Meg Ryan como Alice Bowman e Russell Crowe como Terry Thorne negociam com os sequestradores.

Ao longo dos próximos meses, Thorne usa um rádio para conversar com um contato do ELT, e os dois discutem sobre termos da libertação, inclusive um pagamento de resgate de Peter que Alice pode pagar. Com muito tempo de inatividade entre conversas, Thorne e Alice conversam, e uma atração implícita entre os dois parece emergir. Depois de muita negociação, parece que o ELT vai libertar Peter para uma soma de $650,000.
Enquanto isso, Peter é levado através da selva por um grupo de rebeldes mais jovens antes de chegar ao principal acampamento na selva. Lá, ele encontra outro refém, Kessler, um missionário e ex-membro da Legião Estrangeira Francesa, que vive no acampamento há 19 meses. Os dois inventam um plano para escapar através da selva. Durante sua tentativa, eles são acompanhados pelo ELT. Kessler cai em um rio e consegue escapar da captura, mas Peter pisa em uma armadilha e é recapturado. Kessler é encontrado e hospitalizado. No hospital, ele conhece Alice e, depois de ouvir um disparo no momento em que Peter foi recapturado, diz a Alice que acredita que seu marido está morto.
Thorne se recusa a acreditar, mas ele é incapaz de entrar em contato com seu negociador do ELT pelo rádio. Felizmente, a filha da governanta de Alice revela a verdadeira identidade do contato de rádio do ELT; ela sabe a voz muito bem, porque ela fez serviço de lavandaria para ele no passado. Thorne vai até as Forças Armadas de Tecala e confronta o contato do ELT, que é na verdade uma alta patente do governo oficial. O contato confirma que Peter é realmente vivo, mas porque Peter viu segredo dos mapas do ELT a oportunidade para um negócio já passou, e o exército do ELT deixarão de negociar.
Na casa de Thorne, Alice convence o governo de Tecala que o ELT está prestes a montar um ataque contra o gasoduto que está sendo construído através do seu território. O exército do governo monta um esquema de atravessar o rio a grosso do exército do ELT para fora do arraial ao contra-ataque. Isso fornece uma oportunidade para Thorne, Dino, e vários associados para inserir um helicóptero e atacar a base do ELT. Eles superam a resistência da defesa mínima segurando o acampamento e libertam, não só Peter, mas também um refém italiano mantido lá também. E assim Peter é resgatado e trazido de volta com segurança para Alice. Thorne e Alice compartilham um momento final em conjunto em que a ligação não correspondida entre eles é dolorosamente expressa, e o filme termina com uma imagem comovente de um herói solitário.

## Elenco
- Meg Ryan como Alice Bowman
- Russell Crowe como Terry Thorne
- David Morse como Peter Bowman
- Pamela Reed como Janis Goodman
- David Caruso como Dino
- Anthony Heald como Ted Fellner
- Michael Byrne como Lord Luthan
- Stanley Anderson como Jerry
- Gottfried John como Eric Kessler
- Alun Armstrong como Wyatt
- Michael Kitchen como Ian Havery
- Margo Martindale como Ivy
- Mario Ernesto Sánchez como Arturo Fernandez
- Pietro Sibille como Juaco
- Vicky Hernández como Maria
- Norma Martínez como Norma
- Carlos Blanchard como Carlos

## Produção
Embora os produtores quisessem filmar na Colômbia, devido aos perigos que os guerrilheiros colocados naquele país na época, o filme foi filmado principalmente no Equador. As grandes pilhas de dinheiro usado para pagar o resgate foram sucres, a moeda nacional equatoriana na época das filmagens. Aparência geográfica e urbana de Tecala e suas características políticas foram vagamente baseadas em uma mistura de vários países andinos.
Caracterização do ELT parece basear-se principalmente nas Forças Armadas Revolucionárias da Colômbia (FARC). Coincidentemente, o segundo maior grupo guerrilheiro da Colômbia é o Exército de Libertação Nacional da Colômbia, ou ELN.

### Tecala
A República de Tecala, onde a maioria das cenas de Proof of Life é difinido, é uma nação fictícia da América do Sul. Tecala tem sido o palco de um conflito interno entre as forças do governo e do Exército de Libertação do Tecala (ELT). O ELT era originalmente um grupo de guerrilha marxista apoiado pela União Soviética, mas após a dissolução da União Soviética em 1991, a principal fonte de financiamento da ELT caiu completamente, e eles começaram a sequestrar pessoas para o resgate para financiar suas operações. Um mapa visto no filme é a do Equador. A capital do país Quito foi escolhido junto com a selva oriental e da vizinha cidade de Baños de Agua Santa nos Andes equatorianos.

## Lançamento
O filme estreou em grande lançamento nos Estados Unidos em 8 de dezembro de 2000, para 2,705 cinemas.
Bruto do fim de semana de abertura foi $10,207,869 e as receitas totais para os EUA eram $32,598,931. As receitas internacionais de bilheteria foram $30,162,074, para as receitas totais de $62,761,005. O filme foi em grande lançamento nos EUA por 12 semanas (80 dias). No seu maior lançamento, o filme foi apresentado em 2,705 cinemas de todo o país.

## Recepção

### Resposta da crítica
Stephen Holden, crítico de cinema para o The New York Times, , não acho que o filme funcionou bem e opinou que os atores não se conectar. Ele escreveu: "[o filme] exibe uma falta escancarada de conexão emocional entre os personagens em um triângulo amoroso que se sente visivelmente pouco romântico... o que, em última análise afunda esse filme elegante, mas sem coração é um comportamento estável liderada pela eternamente arrogante Meg Ryan... Ms. Ryan expressa nenhum conflito interno, nem muito de qualquer outra coisa além de uma tensão crescente. Mesmo quando seus grandes olhos azuis se enchem de lágrimas, a dor que ela transmite é mais a frustração de uma menina que tenha perdido sua boneca do que qualquer fundo, o sofrimento empático".
Crítico David Ansen deu ao filme uma crítica mista, escrevendo,
"O suspense Proof of Life de Taylor Hackford deixa muito a desejar, mas tem suas mãos um fascinante assunto...Para ser justo, o roteiro de Tony Gilroy mantém o romance em segundo plano...Thorne é o aspecto mais convincente de Proof of Life, graças à tranquila, carisma inflexível de Crowe. É uma parte Bogart que teria interpretado uma vez-o cara durão amoral que sobe para a ocasião moral-e Crowe dá apenas a nota certa de masculinidade voz-grossa. Mas nem Crowe, Ryan nem o tema de atualidade mantém Proof of Life do sentimento reciclado. Apesar de toda a pesquisa a cada minuto, o filme ainda exala o cheiro de mofo de artíficio de Hollywood."
Rotten Tomatoes dá ao filme uma pontuação de 40%, com base em 115 avaliações.

### Prêmios
O filme foi nomeado para quatro Blockbuster Entertainment Awards; Ator Favorito – Suspense, Atriz Favorita - Suspense, Ator Coadjuvante Favorito – Suspense e Atriz Coadjuvante Favorita – Suspense. Danny Elfman foi nomeado para o Satellite Award de Melhor trilha sonora 5th Golden Satellite Awards, mas perdeu para Gladiator (Hans Zimmer).
| Prêmio                           | Categoria                               | Nomeação      | Resultado |
| -------------------------------- | --------------------------------------- | ------------- | --------- |
| Blockbuster Entertainment Awards | Ator Favorito – Suspense                | Russell Crowe | Indicado  |
| Blockbuster Entertainment Awards | Atriz Favorita - Suspense               | Meg Ryan      | Indicado  |
| Blockbuster Entertainment Awards | Ator Coadjuvante Favorita – Suspense    | David Caruso  | Indicado  |
| Blockbuster Entertainment Awards | Atriz Coadjuvante Favorita – Suspense   | Pamela Reed   | Indicado  |
| Satellite Awards                 | Satellite Award de Melhor trilha sonora | Danny Elfman  | Indicado  |